# Julian Cannonball Adderley
Pour les articles homonymes, voir Cannonball et Adderley (homonymie).
Julian Edwin « Cannonball » Adderley, né le 15 septembre 1928 à Tampa (Floride) et mort le 8 août 1975 à Gary (Indiana), est un saxophoniste et compositeur de jazz afro-américain, jouant principalement de l'alto et accessoirement du saxophone soprano.
Jouant souvent avec son frère Nat Adderley, il est tout d'abord engagé dans le be-bop , avant d'être l'un des chefs de file du Jazz Funk des années 1960.

## Biographie
Cannonball Adderley est le fils d’un cornettiste de jazz.
De 1944 à 1948, il étudie à la high school de Tallahassee (Floride) où il apprend la flûte, la trompette, la clarinette et le saxophone alto puis il entre à la  Florida Agricultural and Mechanical University. En 1948, il enseigne à la Dillard High School (en) de Fort Lauderdale avant de faire son service militaire en 1950.
Pendant son temps militaire, ayant passé un arrangement avec le général de son casernement, le sergent  Adderley dirige le 36th Army Dance Band, parmi les membres de ce big band il y a son jeune frère Nat Adderley, le tromboniste Curtis Fuller, le pianiste Junior Mance. De 1952 à 1953, il dirige un orchestre de danse militaire, parallèlement, il se perfectionne  en suivant des cours à la United States Armed Forces School of Music (en).
En 1955, lui et son frère sont engagés par Eddie Vinson pour jouer à New York. Oscar Pettiford musicien permanent du club de Jazz Café Bohemia (en), engage Cannonball après une audition pour remplacer Jerome Richardson. Ses prestations le font remarquer par un agent du label Savoy qui lui fait signer un contrat lui permettant d'enregistrer ses premiers albums.
On commence alors à l'entendre dans les jam sessions et dans des enregistrements de Kenny Clarke et de son frère Nat Adderley, puis, rapidement, sous son propre nom. Il est alors considéré comme « le nouveau Charlie Parker ».
Il fonde en 1956 avec son frère Nat Adderley, trompettiste, pour le label EmArcy, un quintet, puis un sextet en 1959.

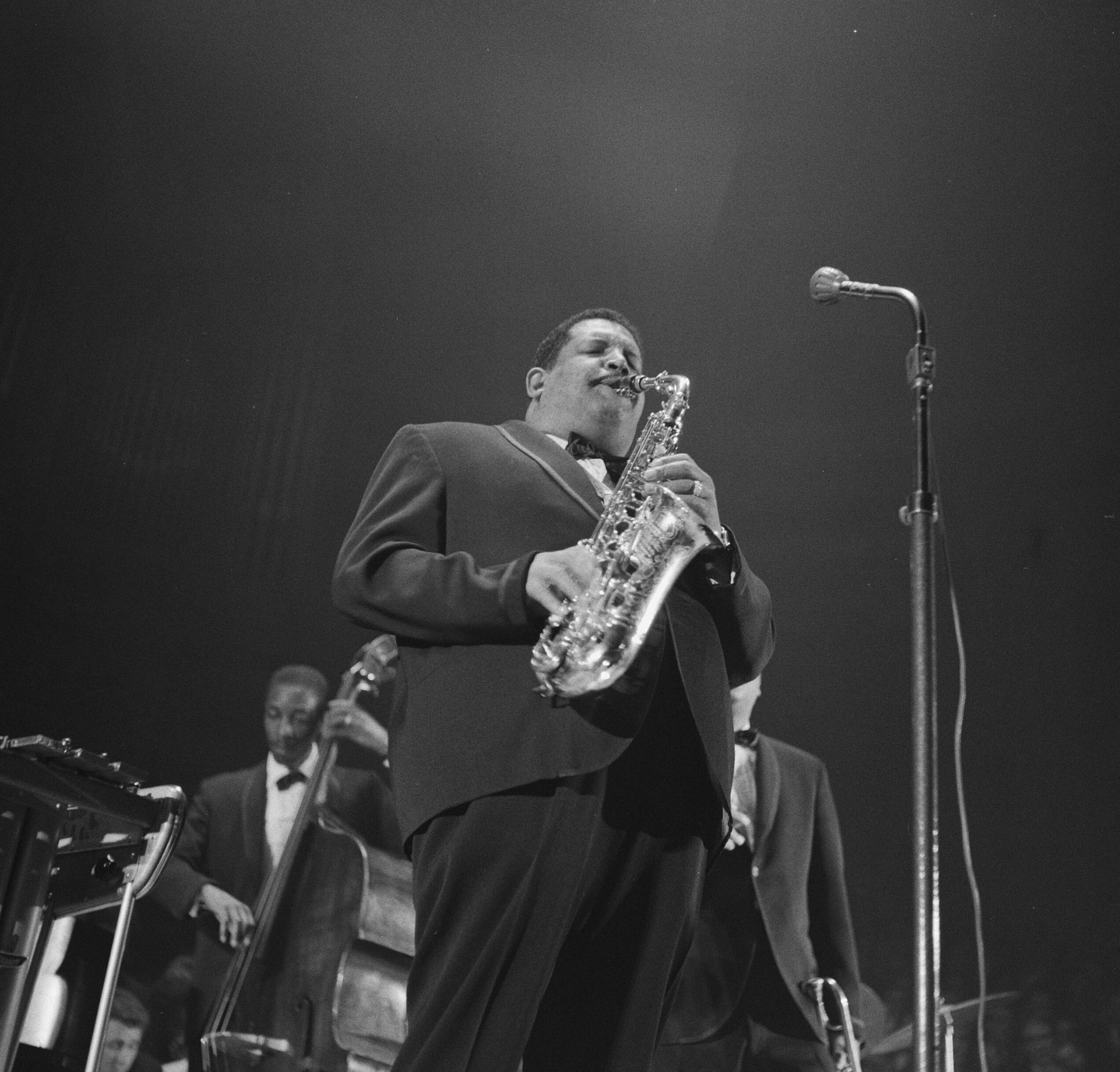
Cannonhall Adderley en avril 1961.

En 1958, il devient l'alto attitré de Miles Davis, aux côtés de John Coltrane, « Philly » Joe Jones, Bill Evans, Wynton Kelly, Jimmy Cobb, Red Garland et de Paul Chambers pour enregistrer quelques-uns des disques majeurs de l'histoire du jazz moderne Milestones (1958), Kind of Blue (1959). Il invite à son tour Miles Davis sur son album Somethin' Else sorti en 1958, ce sera l'une des rares apparitions phonographiques de Miles en tant que sideman.

« En matière de jazz, il n'y a pas de place pour l'immobilisme. Il y a une chose dont je suis bien certain : quand on travaille avec Miles Davis, on ne peut pas se répéter soir après soir. Miles et Coltrane sont sans cesse en train de créer, cela représente un formidable défi… »

— Cannonball, Melody Makers, Londres 1959.
Pendant deux ans, il enregistrera avec John Coltrane, Gil Evans, Machito, Louis Smith, Paul Chambers, Kenny Dorham, Philly Joe Jones.
À partir de 1960, il enregistre presque exclusivement sous son propre nom et sous celui de son frère, en compagnie des pianistes Bobby Timmons, Hank Jones, Bill Evans, Wynton Kelly, Victor Feldman, Joe Zawinul, des bassistes Paul Chambers et Sam Jones, des batteurs Albert Heath et Louis Hayes. Des « tubes » : This here, Sermonette'n Jive samba, Mercy, mercy, mercy, produits notamment par David Axelrod, assurent le succès de ce groupe de hard bop.
À partir de 1968, Adderley, avec les pianistes Joe Zawinul et George Duke, verse dans une musique « bluesy » imprégnée de « funk » ou de « soul ».
Il meurt d'un accident vasculaire cérébral à Gary, dans l'Indiana, le 8 août 1975, à l'âge de 46 ans. Il est inhumé au Southside Cemetery à Tallahassee, en Floride.

## Discographie

### Carrière solo
- The Adderleys: Cannonball & Nat (1955) (Savoy)
- Presenting Cannonball (1955) (Savoy)
- Julian Cannonball Adderley (1955) (EmArcy)
- In the land of hi-fi (1956) (EmArcy)
- Sophisticated swing: The Emarcy small group sessions (1956) (EmArcy)
- Cannonball en route (1957) (Mercury)
- Portrait of Cannonball (1958) (Riverside)
- Cannonball's sharpshooters (1958) (EmArcy)
- Somethin' Else (1958) (Blue Note)
- Alabama concerto (1958) (Original Jazz Classics)
- Jump for joy (1958) (EmArcy)
- Things Are Getting Better (1958) (Riverside/OJC)
- Cannonball Adderley Quintet in Chicago (1959) (Verve) = Cannonball and Coltrane (Mercury)
- Cannonball Adderley collection, vol. 6: Cannonball takes charge (1959) (Landmark)
- The Cannonball Adderley quintet in San Francisco [live] (1959) (Riverside/OJC)
- Cannonball Adderley collection, vol. 1: Them dirty blues (1960) (Landmark)
- Cannonball Adderley collection, vol. 4: The poll winners (1960) (Landmark)
- Cannonball Adderley collection, vol. 5: The quintet at the Lighthouse [live] (1960) (Landmark)
- Them dirty blues (1960) (Capitol)
- Know what I mean ? (1961) (Riverside / Original Jazz Classics)
- African Waltz (1961) (Riverside / OJC)
- Quintet Plus (1961) (Original Jazz Classics)
- Nancy wilson/Cannonball Adderley (1961) (Capitol)
- In new york [live] (1962) (Riverside/OJC)
- The lush side of Cannonball (1962) (Mercury)
- The Adderley brothers in new orleans (1962) (Milestone)
- Cannonball Adderley sextet live in belgium (1962) (Riverside)
- Cannonball Adderley collection, vol. 7: Cannonball in Europe (1962) (Landmark)
- Cannonball Adderley collection, vol. 3: Jazz workshop revisited [live] (1962) (Landmark)
- Cannonball Adderley collection, vol. 2: Bossa… (1962) (Landmark)
- Cannonball's bossa nova (1962) (Riverside)
- Two for the blues (1963) (VSP)
- Live in japan (1963) (Riverside)
- Nippon soul [live] (1963) (Riverside/OJC)
- Jazz workshop revisited (1963) (Blue Note)
- Cannonball Adderley - live! (1964) (Capitol)
- Live with the new exciting voice of ernie andrews (1964) (Capitol)
- Fiddler on the roof (1964) (Capitol)
- Live session! (1964) (Capitol)
- Domination (1965) (Capitol)
- Wham (1965) (Fontana)
- Great love themes (1966) (Capitol)
- Cannonball in Japan [live] (1966) (Capitol)
- Mercy, mercy, mercy! Live at 'The Club' (1966) (EMI)
- 74 miles away/walk tall (1967) (Capitol)
- Why am I treated so bad? (1967) (Capitol)
- Accent on Africa (1968) (Capitol)
- Country preacher « live » at operation breadbasket (1969) (Capitol)
- The happy people (1970) (Capitol)
- The price you got to pay to be free [live] (1970) (Capitol)
- Experience in E, tensity, dialogues (1970) (Capitol)
- In person [live] (1970) (Capitol)
- Black messiah [live] (1972) (Capitol)
- Music you all [live] (1972) (Capitol)
- Inside straight (1973) (Original Jazz Classics)
- Cannonball Adderley & friends (1973) (Capitol)
- Pyramid (1974) (Fantasy)
- Phenix (1975) (Fantasy)
- Lovers (1975) (Fantasy)
- Big man (1975) (Fantasy)
- Burnin' in Bordeaux : Live in France - 1969 (2024) (Elemental Music)
- Poppin' in Paris : Live at L'Olympia - 1972 (2024) (Elemental Music)

### Comme musicien invité
- Nat Adderley
- Jimmy Cobb
- Bill Evans
- Miles Davis
  - Milestones (1958)
  - Jazz at the Plaza Vol.1 (1958)
  - Kind of Blue (1959)
  - Miles and Monk at Newport (1958, sorti en 1963)
- Hank Jones
- Art Blakey
- Wynton Kelly
- Sam Jones
- Louis Hayes
- Joe Zawinul
- Yusef Lateef
- George Duke